# Misza (maskotka)

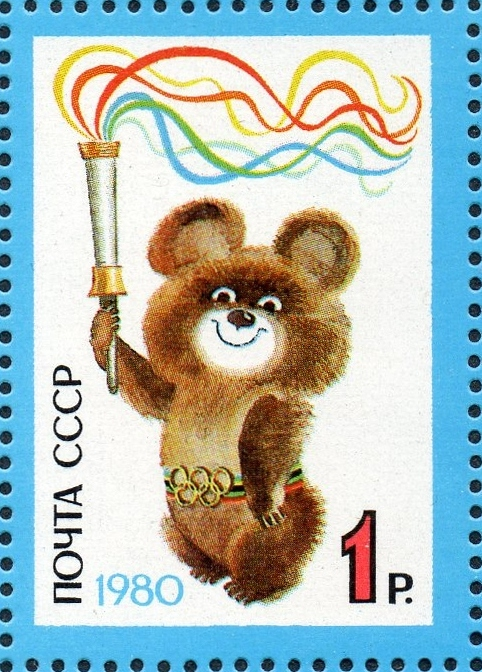
Misza na radzieckim znaczku pocztowym

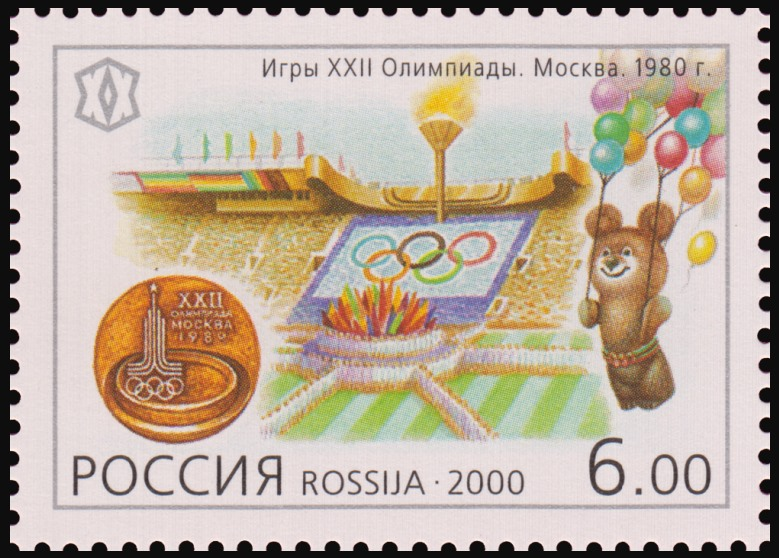
Misza niesiony ku niebu balonami na rosyjskim znaczku pocztowym

Misza (ros. Миша) – oficjalna maskotka Letnich Igrzysk Olimpijskich 1980 w Moskwie, przedstawiająca uśmiechniętego brunatnego niedźwiadka o imieniu Misza (pełne imię maskotki: Michaił Potapycz Toptygin). Autorem maskotki był rosyjski artysta plastyk Wiktor Cziżykow.
Wyboru maskotki dokonano na drodze głosowania z udziałem 40 tysięcy widzów popularnego programu radzieckiej telewizji „W świecie zwierząt”. Telewidzowie głosowali za jeleniem, lisem i innymi zwierzętami, ale największą aprobatą cieszył się niedźwiadek o sylwetce atlety. 19 grudnia 1977 Misza został oficjalnie przedstawiony jako maskotka igrzysk olimpijskich w Moskwie.
Wybór niedźwiadka na maskotkę olimpijską nie był przypadkowy bowiem wiązał się z tradycją starorosyjską. W opowieściach i legendach ludowych często występuje motyw niedźwiedzia – uosobienia siły i odwagi. Niedźwiedzie były narodowym symbolem Związku Radzieckiego – są także współczesnej Rosji.
Podczas ceremonii zamknięcia moskiewskich igrzysk na płycie Stadionu Łużniki pojawił się Misza podczepiony do wielkich kolorowych balonów, którego wypuszczono ku niebu wzbudzając tym zachwyt zgromadzonej publiczności.